# Chevrolet Impala
Chevrolet Impala — американский полноразмерный автомобиль, выпускавшийся подразделением корпорации GM Chevrolet как модель с 1958 по 1985 год, с 1994 по 1996 год и с 1999 по 2020 год.
В модельном ряду автомобиль занимал различное положение в зависимости от года выпуска. До 1965 года это был самый дорогой легковой «Шевроле». С 1965 по 1985 год занимала по цене промежуточное положение между люксовой модификацей Chevrolet Caprice и дешёвыми Chevrolet Bel Air и Biscayne.
Кроме того, выпускалась спортивная модификация Impala SS («Super Sport»). С 1964 по 1967 год она позиционировалась как отдельная модель, а в остальные годы, когда она была представлена — как комплектация.
В 1990—1996 годах выпускалась Impala SS, бывшая спортивной модификацией Chevrolet Caprice. С 1999 года, имя Impala было возрождено для автомобиля, заменившего Chevrolet Lumina, хотя и большого, по современным меркам, но существенно менее крупного по сравнению с предыдущими поколениями, кроме того, с передним приводом. Под названием Impala выпускалось несколько моделей, не связанных друг с другом технологически.

## Замечание о мощности двигателей
До 1972 года в США мощность двигателей указывалась производителями без навесного оборудования (Brake HP; обозначение такой лошадиной силы — bhp); в то время, как в остальном мире мощность измеряли на маховике двигателя с установленным навесным оборудованием, штатными системами впуска и выпуска (например, немецкий стандарт DIN — иногда лошадиные силы по этому стандарту обозначают как PS). В США так стали мерять мощность только с 1972 года (стандарт SAE hp, близкий к европейскому). Так как жёсткий контроль со стороны государства до этого отсутствовал, существовал определённый разнобой, и вывести единый применимый на практике коэффициент перевода из bhp в SAE hp невозможно; но в целом заявленные цифры рейтингов мощности тех лет обычно превышают реальные в современном понимании значения на 40-150 л. с. в зависимости от степени честности производителя.
Только в 1972 году Ассоциация Автомобильных Инженеров Америки (SAE, Society of Automotive Engineers) навела в этой области порядок, и к удивлению покупателей заявленная мощность многих двигателей весьма значительно снизилась; например, двигатель Chrysler 426 HEMI в 1971 году имел заявленную мощность в 425 л. с., а в 1972 году мощность того же двигателя указывалась уже в 350 л. с. по версии SAE (хотя снижение заявленной мощности можно также объяснить всеобщим снижением мощности в угоду экологичности, что происходило в период с 1970 по 1974 год). В настоящей статье даются заявленные производителем значения мощности.

## Концепт-кар
Впервые имя Impala было употреблено в названии концепт-кара 1956 года с кузовом хардтоп ярко-зелёного цвета (emerald green metallic) и белым салоном. Он был экспонатом выставки «1956 General Motors Motorama». Слово Импала было позаимствовано из названия небольшой африканской антилопы с элегантным экстерьером.

## 1957-1958

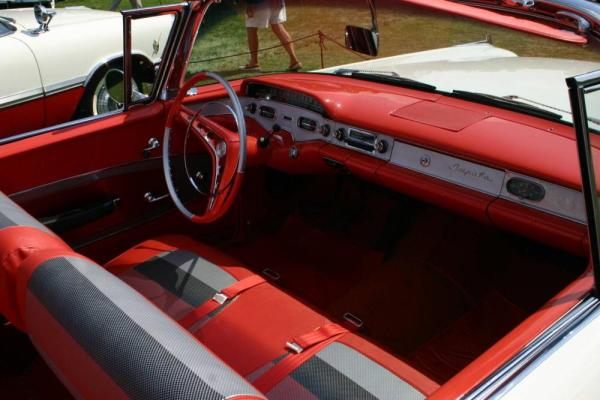
Салон 1958 года

В 1957 году Chevrolet ввёл имя Impala в качестве названия новой комплектации модели Bel Air. Комплектация отличалась большей спортивностью и роскошью в отделке, продавалась под лозунгом «роскошный автомобиль, доступный для каждого жителя Америки» (Эд Коул, разработчик). Кроме того, внешне от остальных Chevrolet этого года автомобиль отличался шестью круглыми задними фонарями, по три с каждой стороны — вместо четырёх; различные варианты этого оформления использовались на большинстве поколений модели.

## 1959—1960

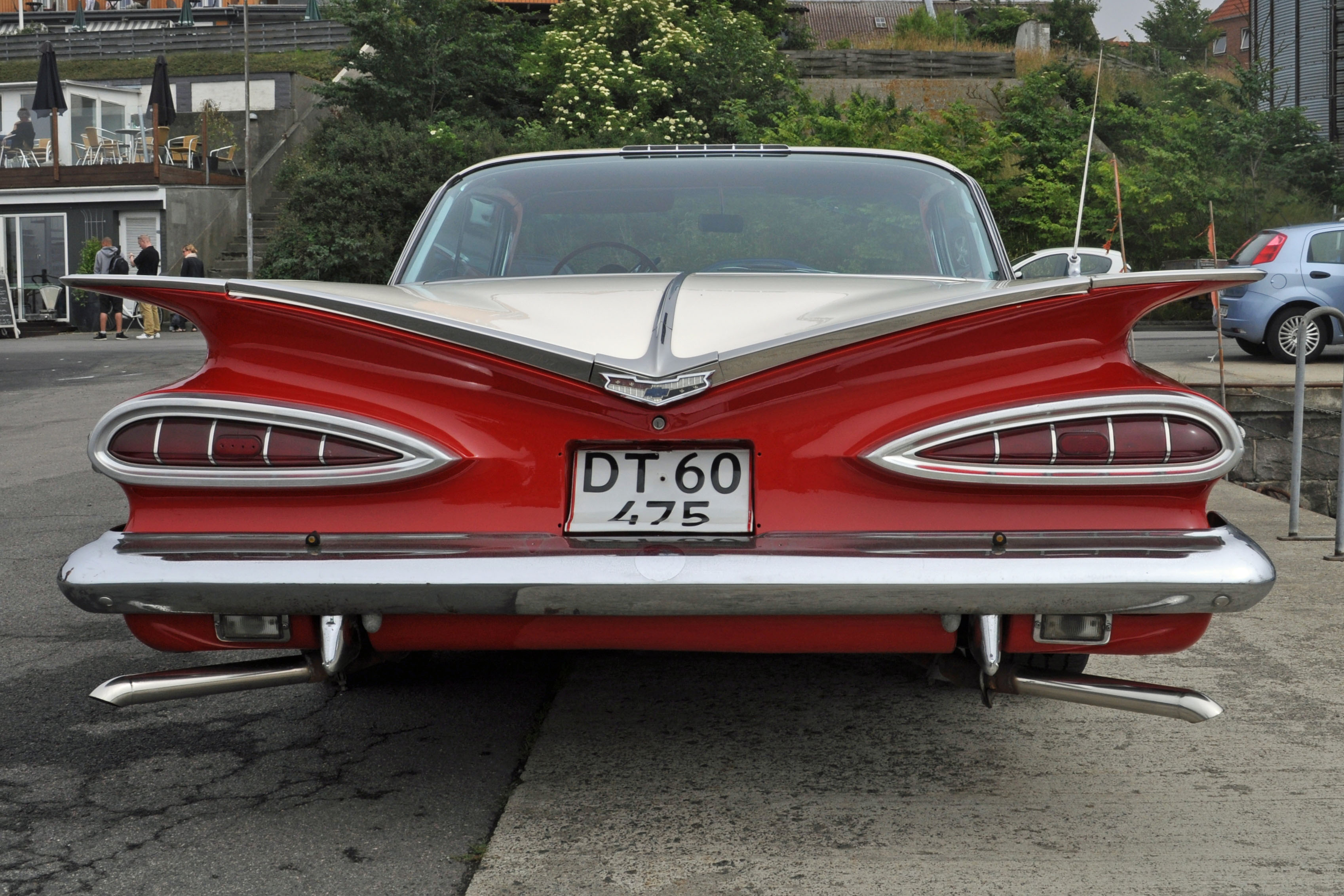
Знаменитый «хвост русалки» — багажник и — в прямом и переносном смысле — крылья моделей 1959 года «Impala» и «Biscayne»

С 1959 года Chevrolet Impala стал отдельной моделью, и сразу же — самым коммерчески успешным Chevrolet. Модель 1959 года отличалась очень выразительным стайлингом, задние фонари были горизонтальными каплевидными, крышка багажника — сложного в сочетании с кузовными боковинами дизайна, напоминающего крылья птицы, или иначе букву «V». 

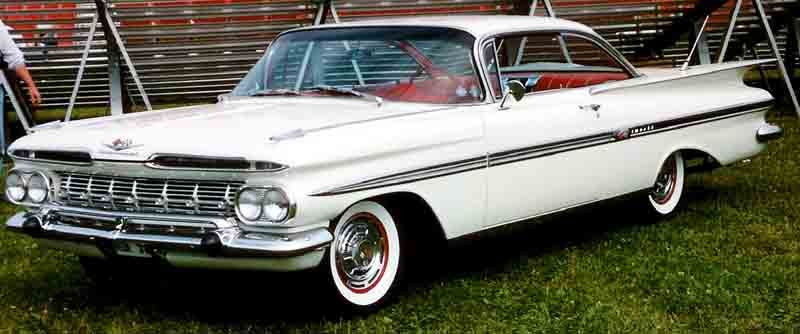
1959 Chevrolet Impala Coupe.

Четырёхдверный седан имел трёхоконную боковину и крышу с округлой задней частью. Четырёхдверный же хардтоп отличался необычной плоской крышей-платформой, и переднее, и заднее стекла были панорамными.

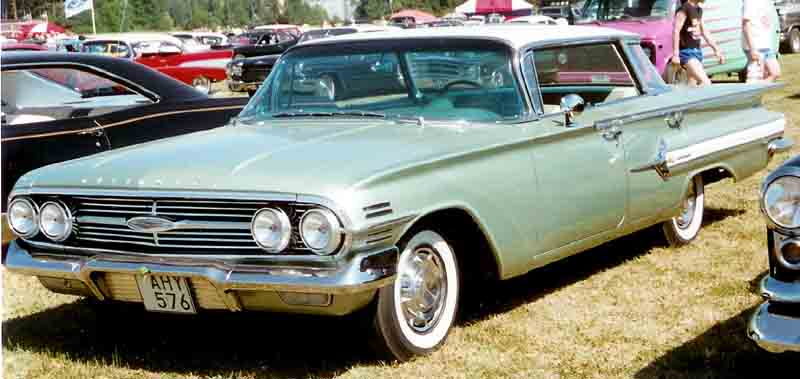
1960 Impala 4-door Hardtop.

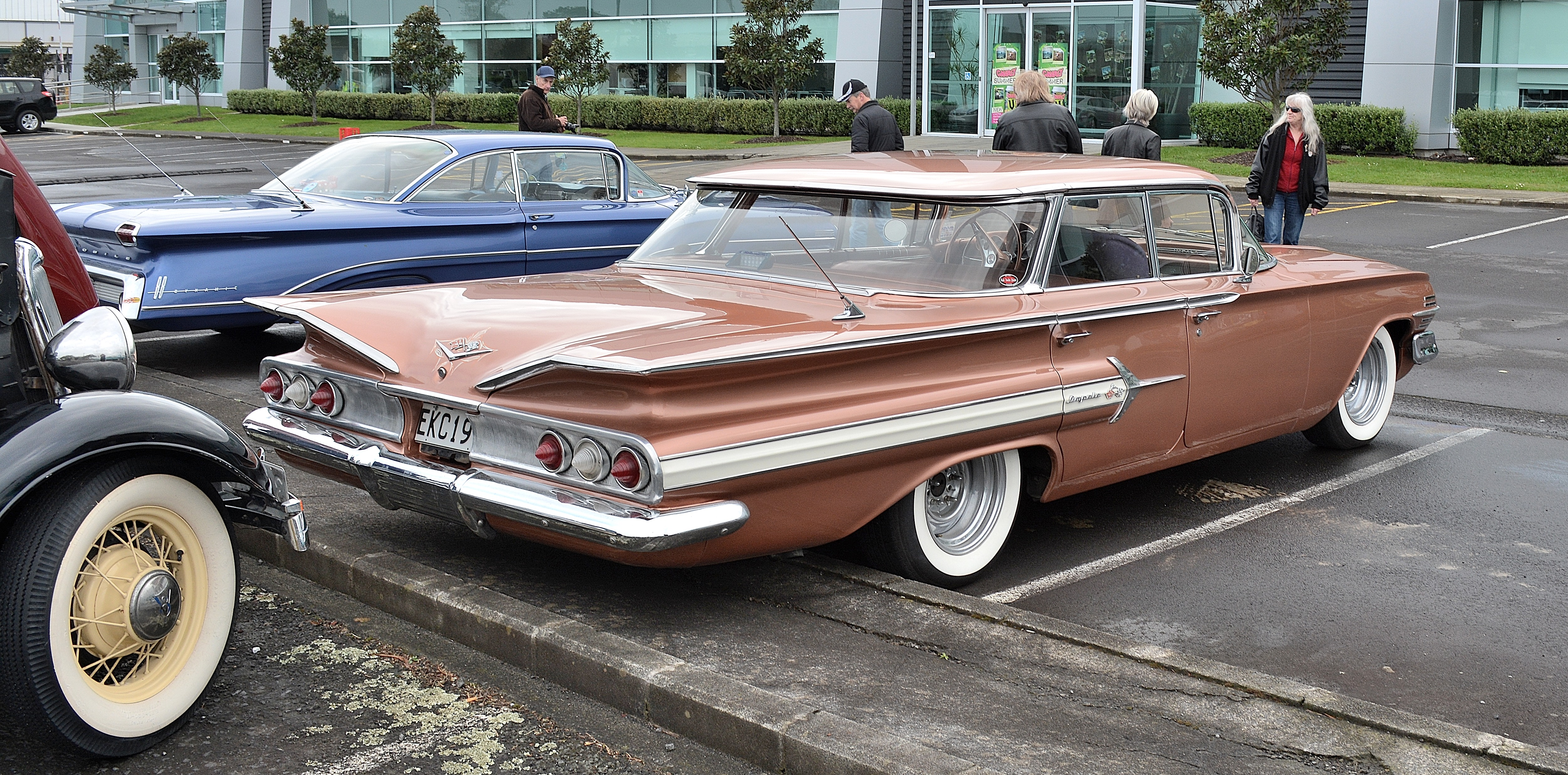
1960 Chevrolet Impala Hardtop sedan с более простыми, по сравнению с '59, фонарями и широкой прямой крышей.

Модель 1960 года сохранила фактически тот же кузов, что и в предыдущем году, но решётка радиатора была проще оформлена и снова появились три круглых задних фонаря. В этом году модель Impala заняла первое место по продажам в США, которое она удерживала до конца десятилетия.
Технически, это поколение было построено на той же платформе с X-образной рамой, что и остальные автомобили «Шевроле», а также «Cadillac».

## 1960—1964

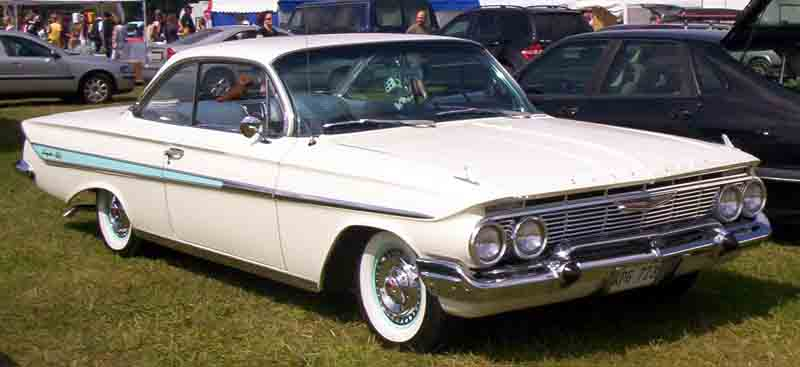
1961 Impala Coupe.

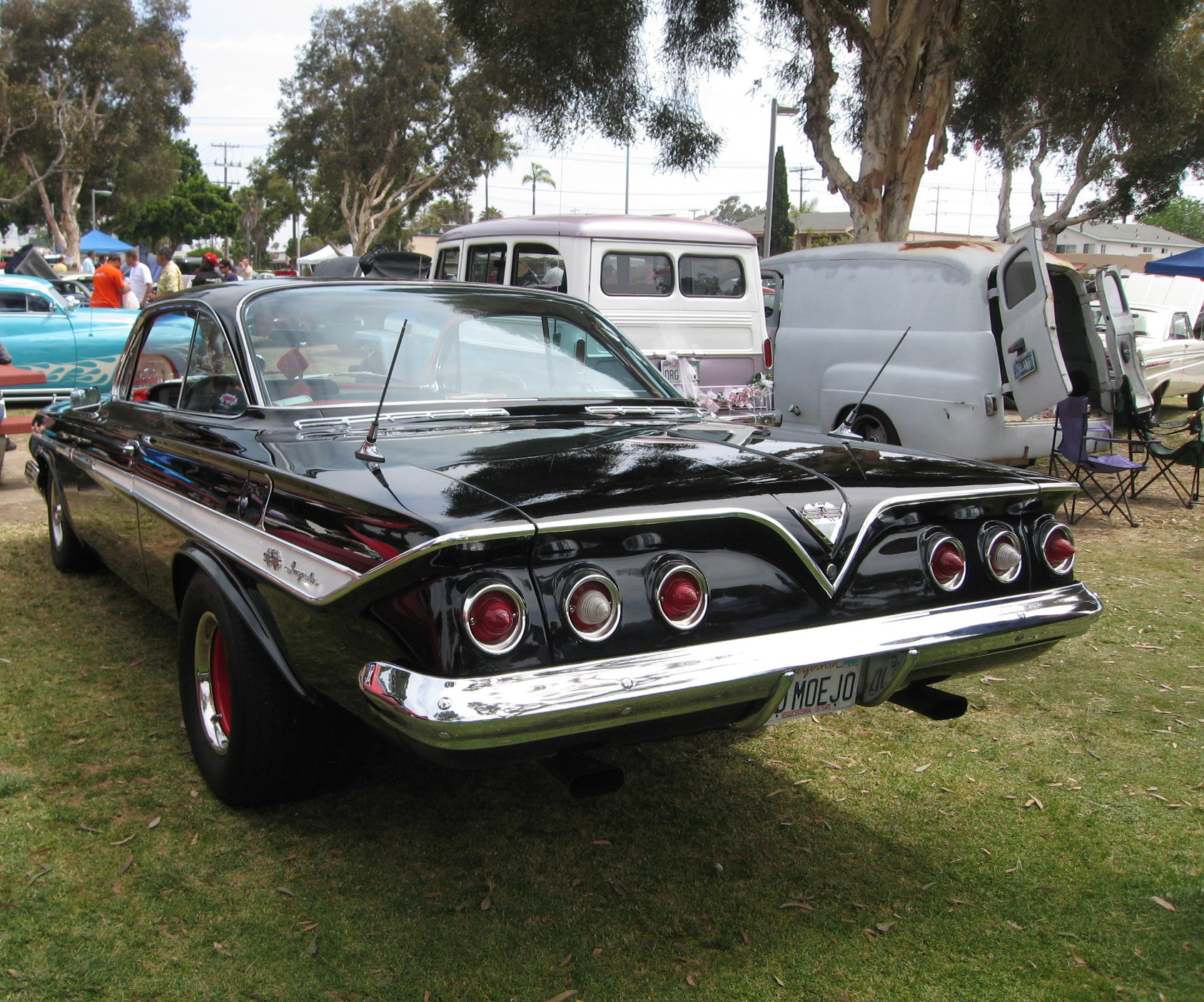
1961 Impala SS.

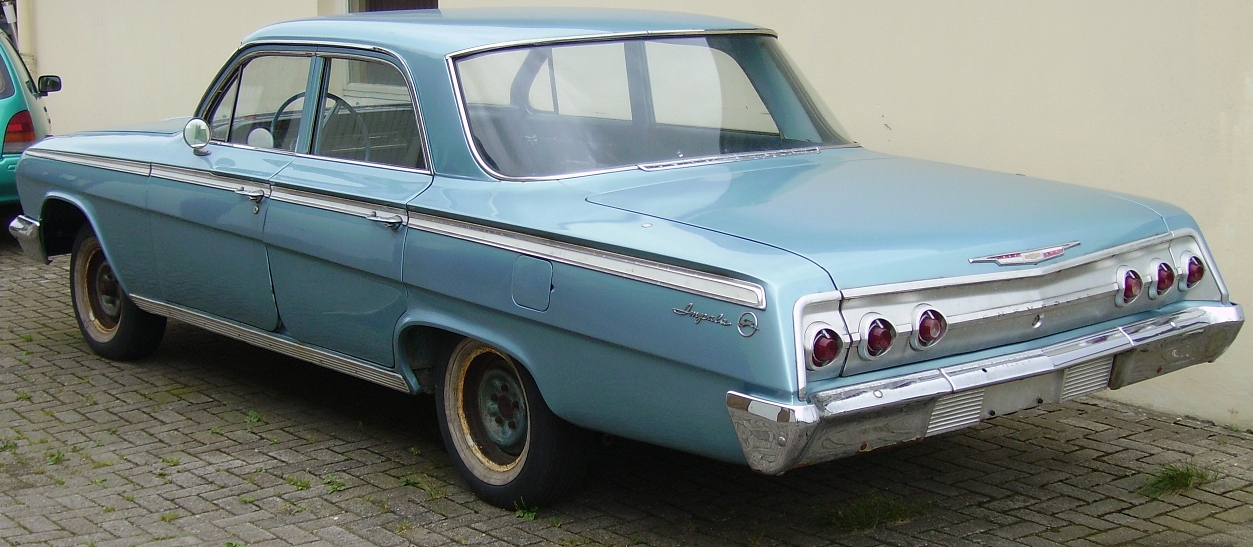
1962 Impala Sedan.

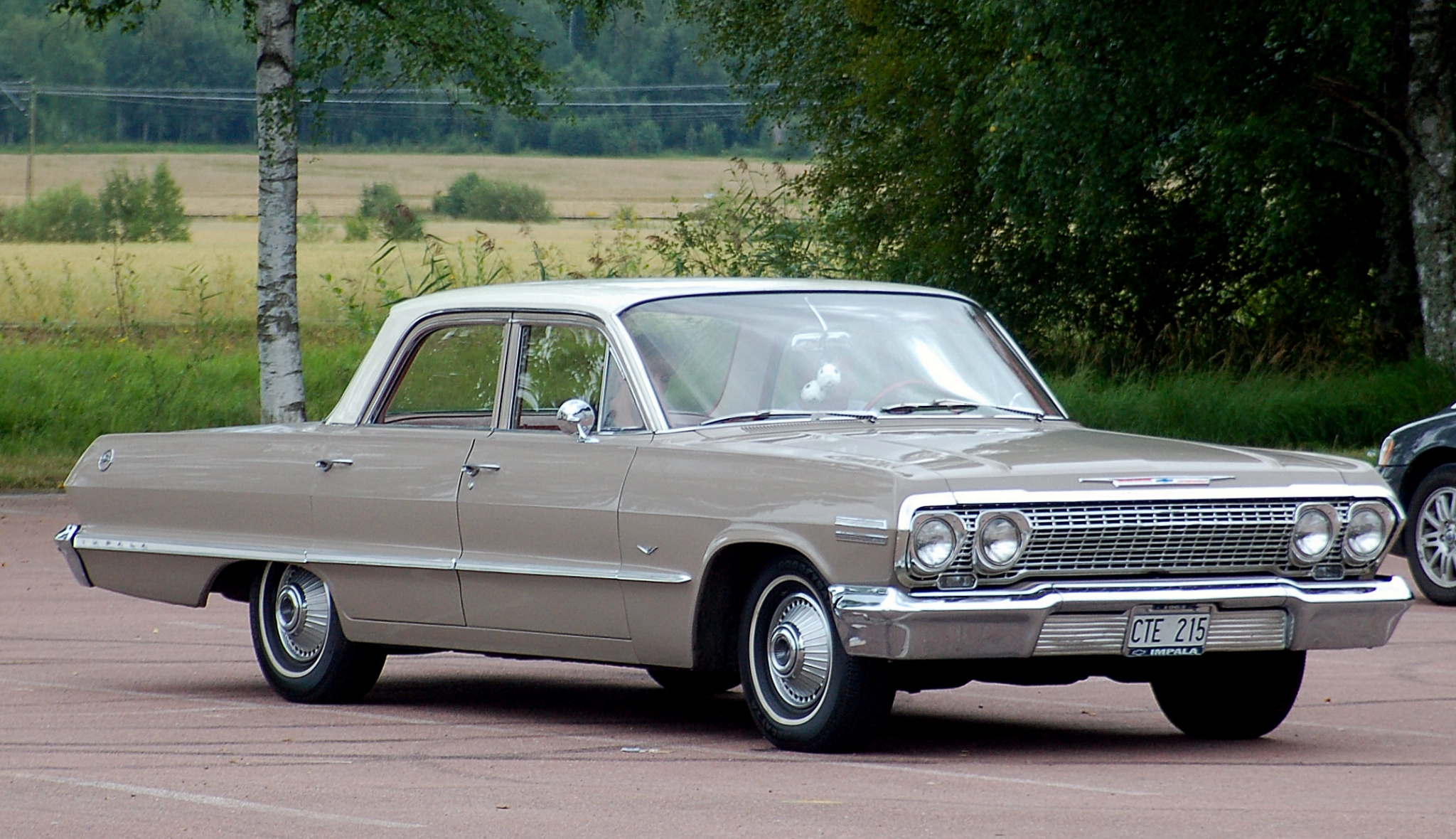
1963 Impala.

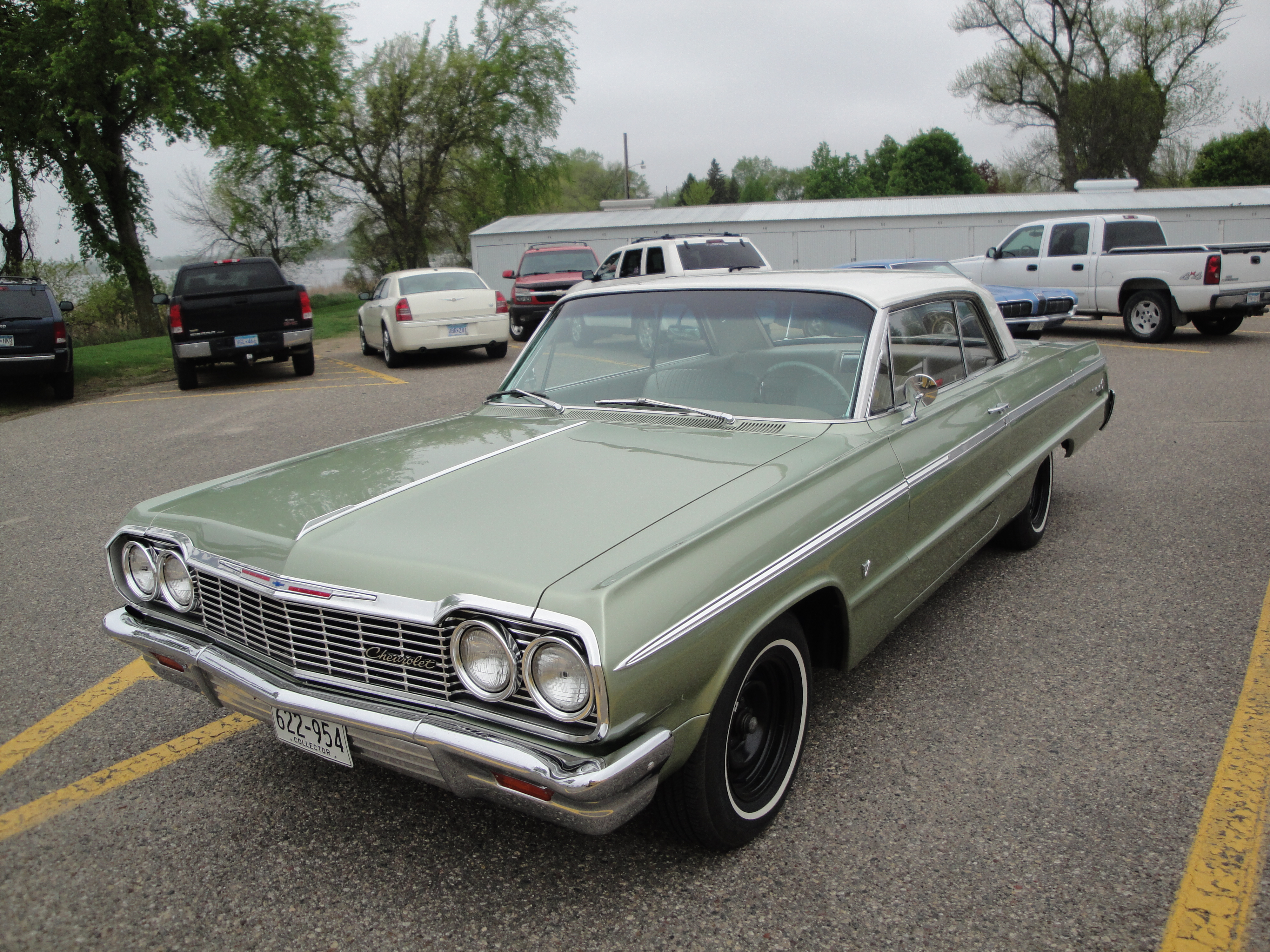
1964 Impala.

К 1961 модельному году кузов был основательно подновлен, всё кузовное железо было новым (рама и механика остались те же). Дизайн стал более простым и лаконичным, без больших плавников в задней части. Характерной деталью была широкая выштамповка на боковине, расширяющаяся от переда к корме и переходящая сзади в ребро жесткости на крышке багажника. Панорамное лобовое стекло значительно уменьшило свою площадь, передняя стойка крыши приобрела необычную изогнутую форму. У седанов и хардтопов появилась крыша общей формы, с прямоугольной задней частью. Начиная с этого поколения в модельном ряду появились универсалы.
Только в 1961 году предлагалась в кузове «двухдверный седан». Также в этом году состоялась премьера спортивной комплектации Impala SS. Купе 1961 года имело округлую крышу, называемую иногда «bubbletop» — (с англ. — «крыша-пузырь»). В 1962 году кузов был серьёзно изменён, стал более квадратным. Купе получило крышу прямоугольных обводов. Характерной деталью была задняя панель кузова с массивной алюминиевой отделкой.
Модель 1963 года внешне мало отличалась от предыдущей, основными отличиями были более простой узор линий боковины и почти плоское лобовое стекло вместо полупанорамного. Кузов имел подчёркнуто-гранёные обводы, входившие в моду в те годы. С точки зрения дизайна модель 1963 года нередко считается наиболее привлекательным из всех ранних автомобилей Impala.
В 1964 году кузов был стилистическим продолжением удачной модели 1963 года и поэтому лишь незначительно видоизменён, главным отличием была решётка радиатора скруглённых форм с более крупным клетчатым рисунком.
С технической точки зрения, автомобиль был достаточно примитивен: отдельная от кузова X-образная рама, чугунные двигатели с нижним распределительным валом, зависимая задняя подвеска. Автомобиль требовал частого и трудоёмкого технического обслуживания, например, собранный на бронзовых втулках генератор требовал смазки каждую 1000 км.
Часто требовали шприцевания и передняя подвеска, карданный вал, водяной насос двигателя. Промежуток между сменами масла составлял всего несколько тысяч километров. Несмотря на наличие большого количества опций, основная масса машин в те годы не имела ни вакуумного усилителя тормозов, ни гидравлического усилителя рулевого управления, ни даже сервоприводов стёкол дверей. Тормоза были только барабанные, с одноконтурным гидравлическим приводом. Кондиционер был в те годы очень дорогой опцией и на дешёвые автомобили вроде «Шевроле» ставился крайне редко. Отделка салона осуществлялась в основном тканью и кожзаменителем. Единственной получившей в США тех лет широкое распространение опцией была автоматическая коробка передач, самой простой конструкции. В начале 1960-х усилители тормозов и рулевого управления, коробка-автомат и отопитель были стандартным оборудованием лишь на «Кадиллаках» и автомобилях, близких по классу. На более дешёвых все это оборудование предлагалось в виде опций за дополнительную плату

## 1965—1970

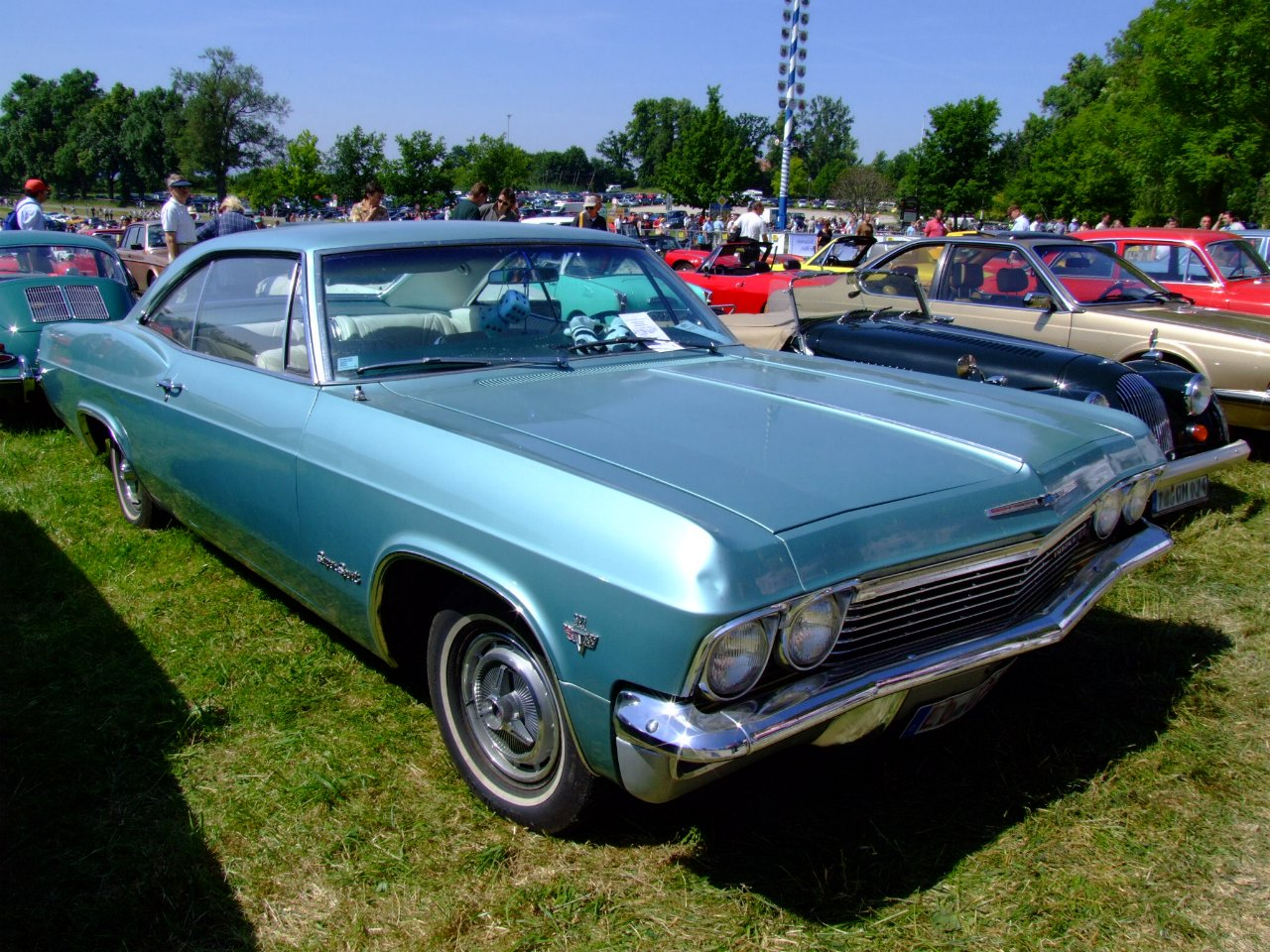
Impala SS 1965 года

Поколение 1965—70 годов принадлежало к тому же GM B-body, что и предыдущее. Однако, технически автомобиль был очень серьёзно модернизирован. Он получил пружинную подвеску всех колёс, рама из X-образной превратилась в более массивную периферийную. Кузов так же был совершенно новым. В отличие от строгой, даже немного аскетичной Impala 1962—1964 годов, следующее поколение имело ярко выраженный агрессивный дизайн с линией боковины типа «coke bottle» (c изломом над задней колёсной аркой), типичный для «мускулистой» второй половины шестидесятых. Боковые стёкла стали гнутыми, на хардтопах они не имели рамок (до этого рамки убирались вместе со стёклами).
Модельный ряд снова включал в себя кабриолет, купе, двух- и четырёхдверный хардтопы, четырёхдверные седан и универсал. Выбор двигателей и трансмиссий был значительно расширен. В 1965 году продали более 1 миллиона таких автомобилей, что является абсолютным рекордом для автомобиля класса fullsize.

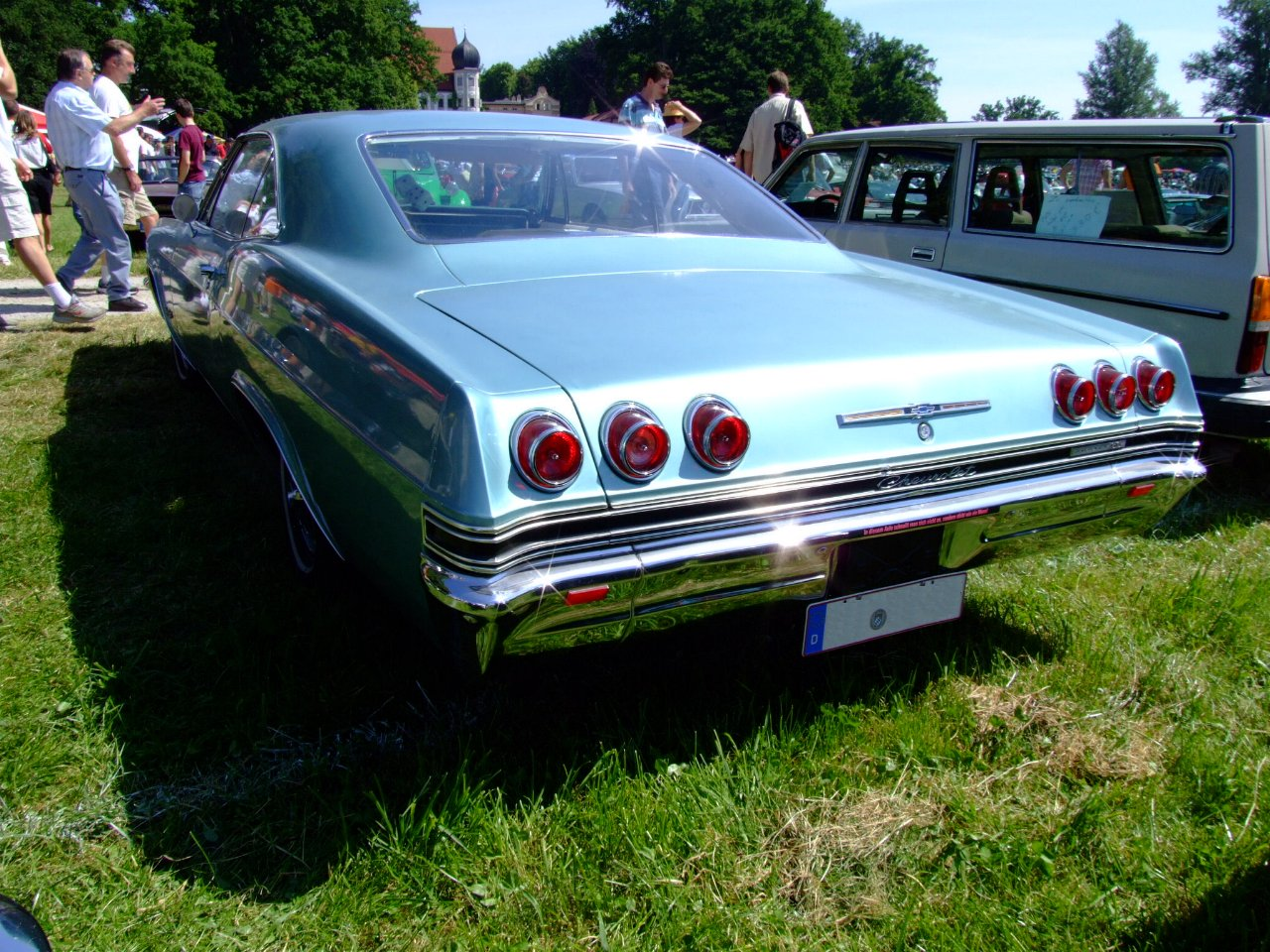
1965 Impala SS

Как и ранее, предлагалась модификация Super Sport, она отличалась салоном с раздельными сидениями и центральной консолью, а также широким блестящим молдингом с чёрной вставкой, заходящим под задние фонари.
С 1965 года появилась новая люксовая комплектация — Impala Caprice, отличавшаяся специальной отделкой салона и вставками под дерево на панели приборов. В 1966 году она была выделена в отдельную модель Chevrolet Caprice, располагавшуюся в модельном ряду на ступеньку выше Impala.
Удачный кузов модели 1965 года по американским меркам тех лет долго оставался «в строю». В 1967 году он был подвергнут рестайлингу, получил более тщательную скульптурную проработку — боковина кузова немного сгладилась, появились утопленные в решётку радиатора фары и крупные указатели поворота по бокам от фар — машина стала выглядеть более гармонично и агрессивно. Задние фонари с этого года перестали быть круглыми, вместо них появились широкие горизонтальные, трёхсекционные, с заострёнными краями.
Хардтоп-седан модели 1967 год чёрного цвета используют герои сериала «Сверхъестественное». В 1967—1968 годах новое законодательство заставило производителей автомобилей серьёзно поработать над безопасностью, в результате в эти годы Impala получила безопасную деформируемую рулевую колонку, обитую панель приборов, повторители указателей поворота и трёхточечные ремни безопасности (только на закрытых кузовах).
В 1969 году появилась последняя версия Impala SS, отличавшаяся от предыдущей в основном дисковыми передними тормозами в качестве стандартного оборудования, после чего выпуск автомобиля с этим названием был надолго прекращён.

## 1971—1976
В 1973 году, через два года после запуска новой Impala в серию, в США разразился бензиновый кризис, вызванный нефтяным эмбарго стран ОПЕК в знак протеста против оказываемой США военной помощи Израилю. Цена на топливо быстро выросла приблизительно в два раза, была введена максимальная норма отпуска топлива в одни руки, движение на дорогах оказалось практически парализованным.
В таких условиях, большие автомобили вообще мягко говоря спросом не пользовались, а новые увеличенные B-Bodies от GM — в особенности. Кроме того, с 1972 года федеральные стандарты требовали перевода двигателей на низкооктановое топливо для улучшения экологических показателей, что весьма отрицательно сказалось на мощности и динамике. Продажи, ещё в конце 1960-х приближавшиеся к миллиону экземпляров в год, упали всего до 176 376 машин в 1975 году — самые низкие показатели с самого 1958 года.
К тому же, автомобили этого поколения имели определённые проблемы с надёжностью и качеством сборки. На панели приборов часто появлялась характерная трещина, которую некоторые владельцы в шутку назвали «знаком качества». Уплотнители стёкол и багажника часто текли в дождь. Подобные проблемы были в те годы характерны для многих американских автомобилей.
В 1972 году был прекращён выпуск кабриолетов под маркой Impala (некоторое время после этого ещё производились открытые автомобили модели Caprice). После 1975 года прекратился и выпуск двухдверного хардтопа, после чего единственной двухдверной Impala осталась выпускавшаяся с 1974 года модель Custom Coupe, фактически — кузов Caprice с отделкой Impala, эта модель имела среднюю стойку и неподвижные задние боковые стекла.
Пытаясь сохранить покупателей, в 1970-е годы американские фирмы пошли на значительное повышение уровня комфортабельности своих автомобилей без значительного роста цен; в 1975 году появился целый набор нового опционального оборудования — в том числе, стеклоочиститель с паузой, передний диван с раздельной регулировкой правой и левой половин, эконометр, спидометр с двойной разметкой (в милях и километрах в час), и т. д.
Кроме того, привлечь потребителя старались путём создания всевозможных «специальных комплектаций», «ограниченных серий», «коллекционных исполнений», и т. п. Для модели были представлены две специальные комплектации:
- «Spirit of America» — предлагалась в 1974 году для модели Sport Coupe, включала белый цвет кузова, красный или голубой интерьер, ковры и ремни безопасности под цвет салона, белый виниловый верх, два наружных зеркала заднего вида в спортивном стиле, белые накладки на колёсные диски (rally rims), широкий молдинг с резиновой вставкой и декалевые полосы на кузове под цвет салона, а также специальные шильдики на крыльях и панели приборов.
- «Landau» («Ландо») — предлагалась в 1975—76 годах и перешла на следующее поколение. Эта комплектация включала в себя эксклюзивные цвета кузова, спортивные наружные зеркала, колпаки колёс с отделкой под цвет кузова, виниловый верх в стиле «ландо» (винил покрывал заднюю часть крыши до средней стойки), молдинг с резиновой вставкой и декалевые полосы на кузове. Шильдики на крылья и панель приборов завершали картину.

## 1977—1985
В 1977 году состоялась премьера новой, уменьшенной в размере Impala. Рама осталась прежней, только была укорочена. Кузов стал короче, у́же и выше. Однако, по заявлениям производителя, несмотря на уменьшение внешних размеров автомобиля, его салон стал просторнее и комфортабельнее. Новая была намного легче и экономичнее, чем поколение 1971—76 годов. Подобные изменения претерпели в те годы практически все американские полноразмерные автомобили.
Снизившийся расход топлива позволил отчасти вернуть доверие потребителя, и цифры продаж снова пошли вверх. В 1977 году моделям Chevrolet Impala и Caprice были даже присвоен статус Автомобиля Года по версии журнала Motor Trend. Выбор кузовов сократился до четырёхдверного седана и универсала, купе выпускалось в небольших количествах.
Стремление снизить расход топлива привело к появлению комплектаций с двигателями V6, и даже с 5,7-литровым дизелем от «Олдсмобила». В 1980 году претерпела фейслифтинг — появилась новая решётка радиатора с более мелкой клеткой, новые бампера, указатели поворота по бокам от фар, салон претерпел минимальные изменения.
К середине 1980-х годов пользовалась спросом преимущественно у таксомоторных компаний и полиции. В 1985 году производство автомобиля под этим обозначением было прекращено. Одноплатформенный Chevrolet Caprice выпускался в неизменном виде до 1990 года, после чего получил новый кузов и в таком виде выпускался до 1996.

## 1994—1996
Chevrolet Impala была возрождена в 1992 году на Детройтском Автошоу в виде концепта, сделанного под руководством дизайнера GM Джона Мосса. Концепт-кар был на 5 см ниже «обычного» Caprice с установленным двигателем в 500 cu in (8,2 литра). В конечном счёте, на серийном автомобиле был установлен дефорсированный двигатель LT-1 от Corvette (другие головки блока, коленвал и т. д.).
В 1994 году, спустя 13 месяцев, автомобиль был запущен в производство на заводе GM в городе Арлингтон, штат Техас (Arlington, Texas); внешне автомобиль полностью соответствовал концепт-кару за исключением хромированной эмблемы Chevrolet на решётке радиатора (на концепт-каре она была красного цвета).
В эти годы предлагалась в единственной комплектации SS. Технически машина использовала полицейский пакет Caprice 9C1 в качестве базового, включавшего в себя большую часть оборудования, ранее доступного только для сотрудников правоохранительных органов и государственных учреждений: укороченные и более жесткие амортизаторы и пружины (ниже на 1 дюйм), задние дисковые тормоза (ставились на Caprice 9C1 с 1994 года), двойной выхлоп. Не всё из полицейского оборудование было использовано для комплектации данной модели — Impala SS не получила внешний радиатор моторного масла, между кузовом и рамой стояло разное количество резиновых подушек (гражданский Caprice и Impala, а также Caprice SS были собраны на заводе с отсутствующими третьими по счету спереди резиновыми подушками, а 9C1 производился с их полным комплектом), установка которых пользуются популярностью у владельцев гражданских Caprice и Impala SS.
Impala SS была оснащена главной парой 3.08 заднего дифференциала повышенного трения (в отличие от опционального оснащения дифференциалом повышенного трения G80 на Caprice). Единственным доступным двигателем для Impala SS был LT1 — 5.7-литровый (350 cui) смолл-блок V8 Шевроле 2 поколения мощностью 260 лошадиных сил (190 кВт) и крутящим моментом 330 фунт-фут (450 Н · м). Основное различие между LT1 в Impala SS и LT1, установленным на Corvette и Camaro, заключалось в том, что на двигатель Impala были установлены чугунные головки блока вместо алюминиевых (на Camaro установлены алюминиевые головки блока, отличные от установленных на двигателях Corvette), распределительный вал, разработанный для увеличения крутящего момента на низких оборотах (Impala SS), также на Corvette и Camaro были установлены другие распредвалы для увеличения мощности на высоких оборотах двигателя. Другим отличием блоков цилиндров LT1 для Impala SS было использование двухболтового крепления бугелей коленвала, в то время как Corvette LT1 было 4 болта.
Внешне машина представляла собой кузов Сhevrolet Caprice c модифицированным экстерьером. Существовало 4 варианта окраски: чёрный (автомобили 1994 модельного года предлагались только в чёрном цвете), серо-зеленый и вишнёвый. Автомобиль отличался 17-дюймовыми (430 мм) колесами с шинами 255/50ZR17, спойлером на крышке багажника, рядом уникальных шильдиков и деталей вроде решётки радиатора и задней стойки крыши с фирменной эмблемой Impala, а также кожаным салоном серого цвета.
Торжественная церемония по поводу схода с конвейера последней Chevrolet Impala SS состоялась на заводе 13 декабря 1996 года.
Вся линия автомобилей на базе кузова моделей B / D, состоящая из Chevrolet Caprice, Impala SS, Buick Roadmaster и Cadillac Fleetwood, была снята с производства компанией General Motors, так как она хотела высвободить больше сборочных линий для производства более выгодных внедорожников. Свою роль в принятии решения о прекращении производства сыграл тот факт, что из всей линии автомобилей с кузовом модели B только Caprice завоевал значительную долю рынка автомобилей, и то благодаря правительственным закупкам (несмотря на то, что были закуплены большие количества автомобилей, компания не получила особо большой прибыли из-за малой отпускной стоимости).

## 2000—2005
Данная модель производилась с 2000 по 2005 год и использовалась не только гражданскими лицами, но и различными службами — полицией, таксомоторными компаниями и др.

## 2006—2012
В 2005 году началось производство нового поколения. Список комплектаций включает: LS, LT, LTZ и SS.
- Impala LS

Двигатель — 3,5 л. V6 — 211 л. с.;
Колеса 16";
Регулировка водительского кресла в 8 направлениях;
Тканевый интерьер и вставка под дерево на панели приборов;
Аудиосистема с 6 динамиками — AM/FM/CD;
Круиз-контроль;
Бампера и молдинги под цвет кузова;
- Impala LT

Двигатели — от комплектации LS или 3,9 л. V6 — 233 л. с.
Легкосплавные диски 17";
Ковры на полу;
Аудиосистема — AM/FM/CD/XM;
Датчик внешней температуры;
Компас;
- Impala LTZ

Двигатель 3,9 л. V6 — 233 л. с.;
ABS и Traction Control;
Легкосплавные диски 17";
Сидения водителя и переднего пассажира с электрорегулировками и подогревом;
Кожаный салон;
Аудиосистема с 8 динамиками «Bose» — AM/FM/CD и MP3;
Система дистанционного контроля Homelink;
- Impala SS

Двигатель 5,3 л. V8 — 303 л. с.
Легкосплавные диски 18";
Кожаный салон;
Вставки на панели приборов под алюминий;
Стереосистема с 6 динамиками — AM/FM/CD/XM и MP
Предлагаются цвета:
Кузова:
- Black (чёрный)
- Dark Silver Metallic (серый мет.)
- Gold Mist Metallic (золотистый мет.)
- Imperial Blue Metallic (тёмно-синий мет.)
- Mocha Bronze Metallic (янтарный мет.)
- Precision Red (тёмно-красный)
- Red Jewel Tintcoat (тёмно-красный под лаком)
- Silverstone Metallic (серебристый мет.)
- Slate Metallic (серо-синий мет.)
- White (белый)

Салона:
- Ebony (чёрный)
- Gray (серый)
- Neutral (тёмно-бежевый)

Автомобиль описывается прессой как достаточно комфортабельный, безопасный (рейтинг NHTSA — 5 звёзд за лобовое столкновение и боковой удар в зону переднего сидения, 4 за боковой удар в зону заднего сидения и удар сзади) и, судя по предыдущему поколению, потенциально надёжный; отмечаются такие недостатки, как устаревшая 4-скоростная АКПП (MSN Autos), плохая задняя обзорность при отсутствии парктроника (MSN Autos), недостаточная плавность хода на плохом покрытии (Cars.com), нетрадиционный для модели передний привод (New Car Test Drive) и т. д.

## 2013—2020
Десятое поколение Impala появилось в продаже в первой четверти 2013 как модель 2014 года. Impala 2014 стал крупнее предыдущего по габаритам, нацелен на более высокие сегменты рынка и основано на платформе Epsilon II, общей с Cadillac XTS. Это изменение позиционирования модели было связано с тем, что ранее ценовой коридор Impala напрямую пересекался с Chevrolet Malibu. Премьера была запланирована на Нью-йоркском автосалоне в апреле. Сборка осуществляется в Ошаве, штат Онтарио, Канада — там же, где собирали автомобили предыдущего поколения, а также в Детройте, США на заводе Hamtramck Assembly.
В декабре 2020 года производство Chevrolet Impala окончательно прекращено в связи постепенно уменьшавшийся спросами и ситуацией с мировым авторынком, пострадавшем от пандемии COVID-19, а также развитием производства электрокаров.

## Авторетро
В США Impala 1960-х годов выпуска расположены на втором месте после масл-каров с big-block’ами по популярности у коллекционеров. Самыми популярными и дорогими модификациями являются кабриолет (конвертибл) и двухдверный хардтоп. Ощутимо дешевле четырёхдверные хардтопы и особенно седаны — с одним исключением в виде двухдверного седана 1961 года, являющегося редкостью. Модели 1965—70 годов как правило уступают по ценности более ранним, кроме модификации Z24. Автомобили 1970-х и 1980-х годов выпуска особой популярностью не пользуются и нередко используются для повседневной езды.

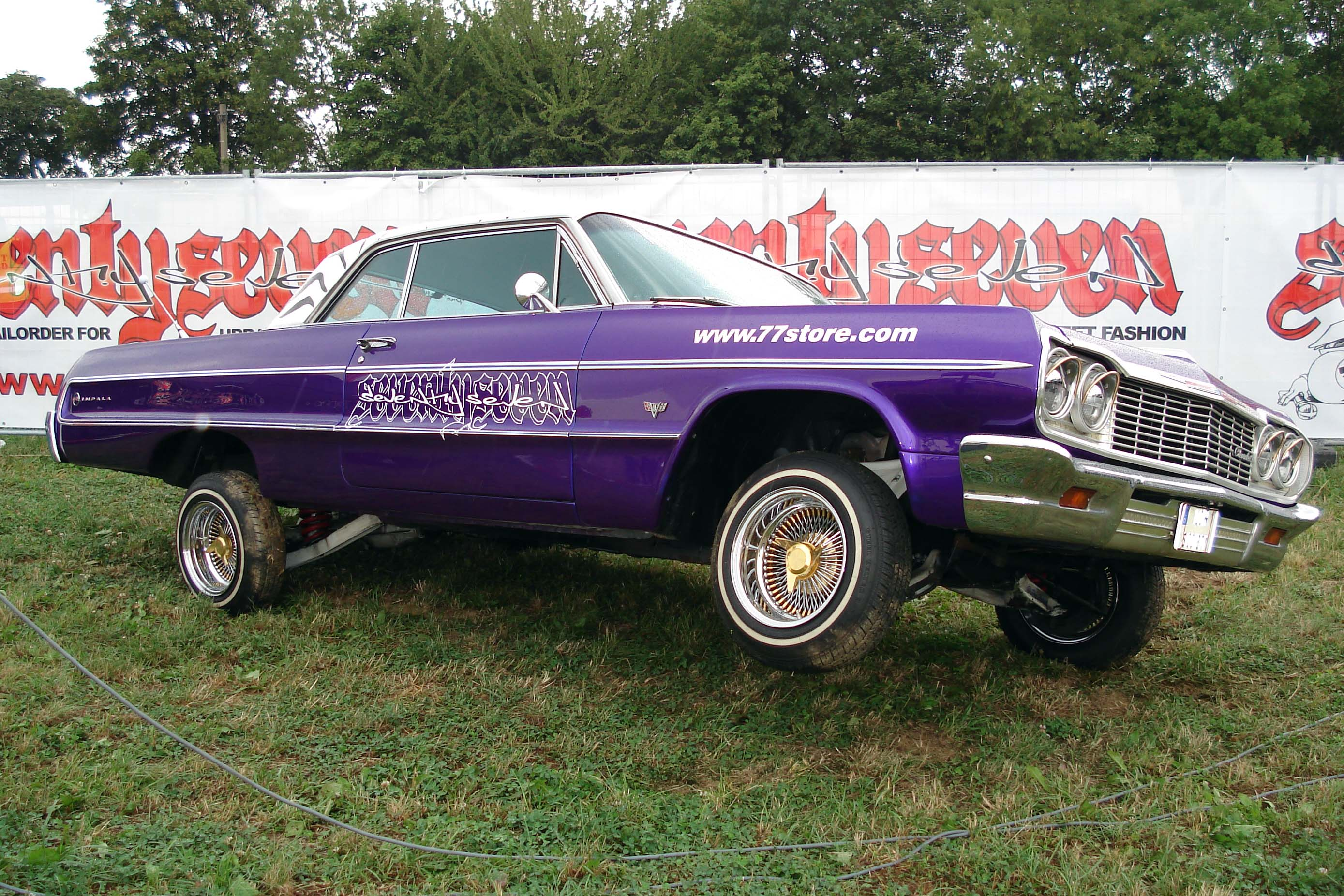
'64 Impala Lowrider.

Impala моделей 1959—64 годов является классической основой для постройки лоурайдеров и пользуется популярностью в соответствующих кругах.
Ощутимую прибавку к ценности и денежной стоимости автомобиля даёт комплектация SS, особенно ценится редкая и красивая Impala SS 1961 года, выпущенная в количестве всего 453 экземпляра.